# مواد جديدة في فن القرن العشرين
تم إدخال مواد جديدة في فن القرن العشرين إلى صناعة الفن منذ بداية القرن. ساعد إدخال مواد جديدة (وتقنيات) ومواد غير فنية حتى الآن في دفع التغيير في الفن خلال القرن العشرين. لم يتم بالضرورة تهجير المواد والتقنيات التقليدية في القرن العشرين. بدلا من ذلك ، عملوا جنبا إلى جنب مع الابتكارات التي جاءت مع القرن العشرين. الدعائم الأساسية مثل الرسم الزيتي على القماش، واستمر النحت في المواد التقليدية خلال القرن العشرين في القرن الواحد والعشرين. علاوة على ذلك ، تم توسيع المواد "التقليدية" بشكل كبير خلال القرن العشرين. زاد عدد الأصباغ المتاحة للفنانين (الرسامين ، في المقام الأول) من حيث الكمية والنوعية ، حسب معظم الحسابات. أصبحت التركيبات الجديدة للمواد التقليدية وخاصة التوافر التجاري لطلاء الأكريليك مستخدمة على نطاق واسع ، مما أدى إلى حدوث مشكلات أولية حول ثباتها وطول عمرها.
قام بابلو بيكاسو وجورج براك وكيرت شويترز وجوزيف كورنيل وآخرون بدمج الكولاج الورقي والرسم المختلط (المواد) مع الطلاء لتصميم أعمالهم. كان كل من بيكاسو ومارسيل دوشامب رائدين في استخدام الأشياء التي تم العثور عليها كمواد للوحات والنحت خلال 1910s. في 1940s جاكسون بولوك رائد في استخدام الطلاء المنزلي ، والطلاء الفضي والألمنيوم ، دوكو ، وأشياء مختلفة لاستخدامها في لوحاته. في 1950s شملت عناصر 3-D مثل الإطارات والحيوانات المحنطة وكذلك استخدام المواد المهملة مثل صناديق من الورق المقوى سحقت أو بالارض. قام إيف كلاين بدمج نماذج عارية حية وأوركسترا سيمفونية في قطع أدائه من لوحاته، استخدم جون تشامبرلين قطع غيار السيارات المسحوقة للنحت. في 1960s فناني البوب آندي وارهول، كلايس أولدنبورغ، توم ويسلمان وروي ليختنشتاين جعل الفن من المنتجات التجارية، أو الفن الذي يشبه المنتجات التجارية مثل أجهزة التلفزيون، وعلب الحساء، وصناديق بريلو، والكتب المصورة، والأثاث المنزلي وعناصر المطاعم من بين أشياء أخرى. صنع إدوارد كينهولز نسخا طبق الأصل من البيئات الفعلية المحلية والتجارية على حد سواء ، بينما صنع جورج سيغال أشكالا من الجبس بالحجم الطبيعي في إعدادات باستخدام أشياء ودعائم حقيقية. استخدم دان فلافين مصابيح الفلورسنت الكهربائية والكوابح لإنشاء النحت.
في 1970s قدم فرانك ستيلا الألومنيوم العسل واللمعان. في 1980s جوليان شنابل جعل "لوحات لوحة" مع الأواني الفخارية المكسورة عالقة على السطح ثم رسمت ، استخدم أنسيلم كيفر وريتشارد لونغ الطين أو التربة أو القطران في أعمالهم. في 1960s ومرة أخرى في 1990s استخدم الفنانون البراز بشكل خاص - الفنان الإيطالي بييرو مانزوني في عام 1961 والفنان البريطاني كريس أوفيلي الذي تخصص في استخدام روث الفيل في 1990s. أدرجت تريسي أمين سريرها ، بعنوان سريري ، في عام 1999.
بعض الابتكارات المتعلقة بالمواد المستخدمة في الفن تعمل فقط بطريقة داعمة ، والمواد المبتكرة الأخرى أكثر وضوحا. كان استخدام فرانك ستيلا للألمنيوم المقوى بالعسل بمثابة دعم خفيف الوزن وقوي وقابل للتكوين للغاية للصور. في النحت المعنون "مونوقرام" لروبرت راوشنبرغ ، يفترض ماعز الأنجورا موقعا ذا أهمية مركزية.

## أوائل القرن العشرين
ألهم ظهور الحداثة والفن الحديث في العقود الأولى من القرن العشرين الفنانين لاختبار وتجاوز حدود وقيود الأشكال التقليدية والتقليدية لصنع الفن بحثا عن أشكال أحدث وبحثا عن مواد جديدة. قدمت ابتكارات الرسامين مثل فنسنت فان جوخ وبول سيزان وبول غوغان وجورج سورات وهنري دي تولوز لوتريك والرمزيين الفرنسيين إلهاما أساسيا لتطوير الفن الحديث من قبل جيل الشباب من الفنانين في باريس وأماكن أخرى في أوروبا. أحدث هنري ماتيس وغيره من الفنانين الشباب ثورة في عالم الفن في باريس بلوحات "برية" ومتعددة الألوان ومعبرة أطلق عليها النقاد اسم فايوفسزم. قام هنري روسو وبابلو بيكاسو وجورجيو دي شيريكو وأميديو موديلياني ومارك شاغال وروبرت ديلوناي وعشرات الفنانين الشباب في باريس بعمل لوحاتهم الحديثة الأولى التي تغامر نحو التجريد وطرق جديدة أخرى لصياغة الصور التصويرية والحياة الساكنة والمناظر الطبيعية.

## ١٩٠٠
خلال العقد الأول من القرن العشرين تطور الفن الحديث في وقت واحد في عدة مناطق مختلفة في أوروبا (فرنسا وإنجلترا والدول الاسكندنافية وروسيا وألمانيا وإيطاليا)، وفي الولايات المتحدة. بدأ الفنانون في صياغة اتجاهات مختلفة للفن الحديث ، على ما يبدو لا علاقة لها ببعضها البعض.
في صناعة الطباعة ، اخترع فنانو Die Brücke في ألمانيا linocut بين عامي ١٩٠٥ و ١٩١٣. في البداية وصفوا مطبوعاتهم بأنها نقوش خشبية ، والتي بدت أكثر احتراما. لا تزال هذه التقنية شائعة كطريقة بسيطة للغاية للطباعة ، حتى أنها مناسبة للاستخدام في المدارس.

## ١٩١٠

### التكعيبية
قدم بابلو بيكاسو وجورج براك وخوان جريس وغيرهم من الفنانين التكعيبيين عناصر ومواد جديدة مثل قصاصات الصحف والنسيج والموسيقى الورقية في لوحاتهم. في نهاية المطاف كانت الحركة تسمى التكعيبية الاصطناعية التي تطورت بين عامي ١٩١٢ و ١٩١٩. تتميز التكعيبية الاصطناعية بأعمال ذات قوام وأسطح وعناصر مجمعة مختلفة وورق معجن ومجموعة كبيرة ومتنوعة من الموضوعات. كانت بداية مواد الكولاج التي تم تقديمها كعنصر مهم في أعمال الفنون الجميلة من قبل الطليعة. [4]
يعتبر أول عمل من هذا النمط الجديد هو "الحياة الساكنة مع قصب الكرسي" لبابلو بيكاسو (١٩١١-١٩١٢) ، والذي يتضمن قطعة قماش زيتية تمت طباعتها لتبدو وكأنها قصب كرسي تم لصقها على قماش بيضاوي ، مع نص. وحبل يؤطر الصورة كاملة. في الجزء العلوي الأيسر توجد الأحرف "JOU" ، والتي تظهر في العديد من اللوحات التكعيبية وتشير إلى الصحيفة التي تحمل عنوان "رحلة لي"

### دادا
بدأت حركة دادا خلال الحرب العالمية الأولى كاحتجاج على جنون وعنف الحرب. بتطبيق تكتيكات الصدمة والفوضى على الفن ، كان الدادائيون رائدين في استخدام تقنيات فنية جديدة مثل الكولاج والتركيب الضوئي الجاهز واستخدام الأشياء التي تم العثور عليها. [6] فنانون مثل مارسيل دوشامب وهانا هوش وكيرت شويترز وفرانسيس بيكابيا ومان راي وغيرهم أدرجوا في أعمالهم أشياء يومية عشوائية غالبا ما يتم دمجها مع مواد فنية أكثر تقليدية. وشملت الصور الفوتوغرافية ، وألواح الزجاج ، وإطارات الصور ، والنظارات ، والصناديق ، والصحف ، والمجلات ، وقسائم التذاكر ، والأنابيب المعدنية ، والمصابيح ، ورفوف الزجاجات ، والمباول ، وعجلات الدراجات وغيرها من الأشياء. ابتكر مارسيل دوشامب العروس جردت من قبل عزابها، حيث عمل على القطعة من عام ١٩١٥ إلى عام ١٩٢٣. قام بالعمل على لوحين من الزجاج. بمواد مثل رقائق الرصاص وأسلاك الصمامات والغبار. [

## ١٩٢٠

### السريالية
خلال ١٩٣٠ الفنان السريالي ميريت أوبنهايم خلق القطع المثيرة المشحونة جنسيا. أشهر قطعة لأوبنهايم هي الكائن (Le Déjeuner en fourrure) (١٩٣٦). يتكون التمثال من فنجان شاي وصحن وملعقة غطاها الفنان بالفراء من غزال صيني. يتم عرضه في متحف الفن الحديث في نيويورك.

## منتصف القرن العشرين
قفزة في الفراغ. صورة مركبة من قبل شونك كيندر لأداء إيف كلاين في شارع جنتيل برنارد ، فونتيناي أو روز ، أكتوبر ١٩٦٠.
المقالة الرئيسية:فلوكسوس ، نيو دادا ، تجميع (فن), أحداث, وإنترميديا

## ١٩٥٠
بدأ روبرت راوشنبرغ في إنشاء ما أصبح يعرف باسم لوحاته الجمع في أوائل ١٩٥٠.

## ١٩٦٠
في عام ١٩٦٠ ، قام إيف كلاين بدمج نماذج عارية حية وأوركسترا سيمفونية في قطع أدائه من لوحاته. استفاد كلاين أيضا من تركيب الصور في صورة الأداء الزائف الشهيرة لنفسه وهو يغوص من على الحائط في شارع في باريس لي سونت دانس (قفزة في الفراغ). في ١٩٦٠ واصل جون تشامبرلين استخدام قطع غيار السيارات المسحوقة للنحت. استخدم دان فلافين مصابيح الفلورسنت الكهربائية والكوابح لإنشاء منحوتته. في مايو ١٩٦١ ، استخدم الفنان الإيطالي بييرو مانزوني برازه الخاص ، وباعه في علب بعنوان قرف الفنان ( فنان القرف ).
ومع ذلك ، تظل محتويات العلب لغزا مثيرا للجدل ، لأن فتحها سيدمر قيمة العمل الفني. تم اقتراح نظريات مختلفة حول المحتويات ، بما في ذلك التكهنات بأنها جص.